# جمعية مرشدات جزر المالديف
جمعية مرشدات جزر المالديف هي المنظمة الإرشادية الوطنية في جزر المالديف. تأسست المنظمة في عام 1962 وأصبحت عضوا منتسبا في الرابطة العالمية للمرشدات وفتيات الكشافة في عام 1994 وعضو كامل العضوية في عام 1999. المنظمة للفتيات فقط وتضم 7,307 عضوة (اعتبارا من عام 2008).